# محمد زيدان (لاعب كرة قدم قطري)
محمد عماد زيدان لاعب كرة قدم قطري من أصل فلسطيني، ولد في (2 يونيو 2001) يلعب في نادي قطر.

## مسيرة اللاعب
لعب في نادي قطر ونادي الخور ونادي الخريطيات.